# Manuel Alejandro
Manuel Álvarez-Beigbeder Pérez, més conegut com a Manuel Alejandro (Jerez de la Frontera, Cadis, 21 de febrer de 1933), és un compositor,
arranjador, productor musical i cantant espanyol.

## Primers anys de vida
És fill del també compositor Germán Álvarez Beigbeder (1882-1968). Manuel Álvarez és un de sis germans. De jove recorda com el seu pare els posaven música clàssica durant el dia, però a la tarda gaudien del flamenc al seu Barri de Santiago.

### Matrimonis i fills
Es va casar en primeres noces amb Helena Gómez Estrada, amb qui va tenir tres fills: Javier, Carlos i Patricia. Del seu segon matrimoni amb Purificación Casas Romero va tenir quatre filles: Sandra, Beatriz, Marian i Viviana. Purificació va signar com a autora diverses composicions al costat del seu espòs, encara que sota el pseudònim d'Ana Magdalena en honor de la segona esposa de Johann Sebastian Bach, Anna Magdalena Wilcke.
És padrí de bateig d'Alejandro Sanz, qui ha demostrat la seva admiració pel compositor.

## Trajectòria artística
Amb només 16 anys i el conservatori completat va tenir una lesió al seu braç dret que li impedeix estirar-lo per complet, dificultant la seva dedicació a la música clàssica
Manuel Alejandro va conèixer l'èxit durant els anys seixanta com a autor de les cançons més reeixides del cantant Raphael, per a qui va compondre Yo soy aquel, Cuando tú no estás i Cierro mis ojos, entre moltes altres, a més de compondre temes com Ese día llegará ―interpretat per Mirla Castellanos― que el 1969 va guanyar el Festival Internacional de la Cançó de Benidorm, i Fango ―també interpretat per Mirla Castellanos― que va guanyar el Primer Festival de l'Onda Nova (el 1971), organitzat pel músic i compositor Aldemaro Romero.El 1969 Gana el segon Festival Internacional de la cançó de Màlaga, amb la peça Ya no me vuelvo a enamorar cantada per la cubana Luisa María Güell qui interpretaria del compósitor altres temes amb posterioritat.
A principis dels anys setanta va compondre per al popular artista valencià Nino Bravo, els temes Como todos, Es el viento, No debo pensar en ti i Quién eres tú. Va continuar collint grans èxits en aquesta dècada en les veus de Libertad Lamarque, Pedro Vargas, Julio Iglesias, Rocío Jurado, a més de José Luis Rodríguez "El Puma" i del mateix Raphael, entre altres artistes.
En els anys vuitanta i noranta va compondre i va produir discos complets per a: Emmanuel, José José, Raphael, Rocío Jurado, Isabel Pantoja, Julio Iglesias, Plácido Domingo, Hernaldo Zúñiga, El Puma Rodríguez, Cristian Castro, i Jeanette.
Sens dubte Emmanuel, és el gran venedor de Manuel Alejandro en la dècada dels 80, els seus dos discos Íntimamente… i Emmanuel que foren super vendes. Tan sols el titulat Íntimamente… es va convertir en el més venut de la indústria mexicana, segons report d' AMPROFON,, Asociación Mexicana de Productores de Fonogramas fins ara amb més de 15 milions de discos venuts.
Un dels grans intèrprets de Manuel Alejandro és José José, per a qui va realitzar dos discos: Secretos (que es va convertir en el disc més venut de la discografía mexicana) i Grandeza mexicana (1994) amb el qual va collir grans èxits, venent més de 2 milions de còpies

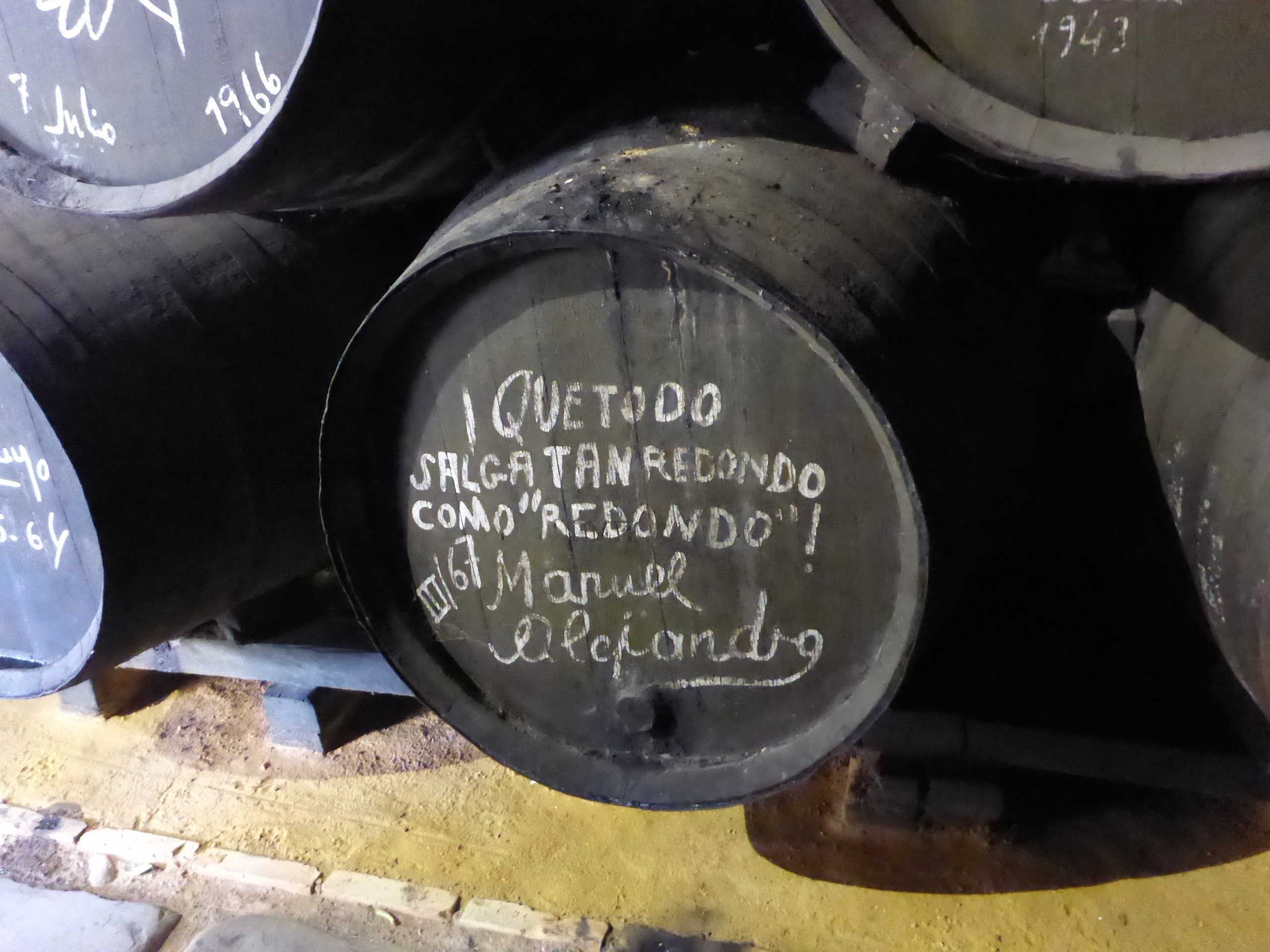
Dedicatòria

També ha compost discos complets per al cantant Luis Miguel amb qui en 2008 va llançar la producció titulada Cómplices.
Com a solista ha gravat 3 àlbums; un el 1972 amb la discogràfica RCA i altres dues amb Ariola el 1973 i 1974. Ha produït dues recopilacions d'èxits; una al costat d'Ana Magdalena (nom artístic de Purificación Casas Romero) en un doble LP anomenat Amor grande, Alejandro "El Grande" i recentment un titulat Etiqueta negra. El 1968 va gravar un LP en Hispavox, amb versions instrumentals dels èxits de Raphael i un altre LP instrumental el 1969 amb cançons a l'estil barroc.
És un gran aficionat a l'art flamenc, així com a la tecnologia musical, encara que s'ha pronunciat en contra de l'excés de fusió.

## Premis i guardons
El 1987 la seva ciutat natal li va dedicar un carrer.
Va rebre el Premi d'Honor als Premios de la Música el 2008 i un Grammy llatí a la seva carrera el 2011.
Al maig de 2012, després de gairebé 30 anys, tornen a reunir-se dos grans de la música espanyola, Raphael i Manuel Alejandro amb 12 nous temes.
El 2013 va passar a formar part del Salón de la Fama de Compositores Latinos i va rebre el premi La Musa.
En 2014 el Consell de Ministres d'Espanya li va concedir la Medalla d'Or al Mèrit en les Belles Arts.
Fill predilecte de Jerez el 2020
En 2020 s'estrena el documental en el seu homenatge "La fuerza de los mares. Un escritor de canciones"

## Alguns grans èxits compostos per Manuel Alejandro
- Basilio
  - «La Gioconda», «Cisne Cuello Negro».
- Gloria
  - «Si supieras».
- Emmanuel
  - «Quiero dormir cansado», «Insoportablemente bella», «Ven con el alma desnuda»,«Todo se derrumbó dentro de mí», «El día que puedas», «Esa triste guitarra», «Caprichosa María», «Este terco corazón», «Tengo mucho que aprender de ti», «Con olor a hierba», «Venga», «Cuando no es contigo», «Pobre diablo», «Aquí no hay sitio para ti», «Hay que arrimar el alma», «Detenedla ya», «Seguía lloviendo afuera», «Porque ella no sabe vivir sin mí».
- José José
  - «Amar y querer», «El más feliz del mundo», «Lo dudo», «El amor acaba», «Voy a llenarte toda», «Cuando vayas conmigo», «Entre ella y tú», «Lágrimas», «He renunciado a ti», «Quiero perderme contigo», «Esta noche te voy a estrenar», «A esa», «Grandeza mexicana», «Nadie como ella», «Déjalo todo».
- Luis Miguel
  - «Si te perdiera», «Al que me siga», «De nuevo el paraíso», «Dicen», «Bravo, amor, bravo», «Cómplices», «Si tú te atreves».
- José Luis Rodríguez "El Puma"
  - «Será que estoy enamorado», «¿Te imaginas, María?», «Dueño de nada», «Dulcemente amargo», «Este amor es un sueño de locos», «Espérate», «Un toque de locura», «Voy a perder la cabeza por tu amor», «Por si volvieras», «Te propongo separarnos».
- Julio Iglesias
  - «Así nacemos», «Niña», «Manuela», «Lo mejor de tu vida», «Te voy a dejar de querer», «Que no se rompa la noche», «Un hombre solo», «Alguien», «El mar que llevo dentro».
- Hernaldo Zúñiga
  - «Procuro olvidarte», «Insoportablemente bella», «Amor de tantas veces», «Ese beso que me has dado».
- Nino Bravo
  - «Es el viento», «Como todos», «No debo pensar en ti», «¿Quién eres tú?».
- Rocío Jurado
  - «Como yo te amo», «Mi bruto bello», «Lo sabemos los tres», «Señora», «Distante», «Ese hombre», «Lo siento, mi amor», «Se nos rompió el amor», «A que no te vas», «Si amanece», «Vibro», «Esta sed que tengo», «Algo se fue contigo», «Me hubiera gustado tanto».
- Raphael
  - «Yo soy aquel», «Qué sabe nadie», «Amor mío», «Provocación», «En carne viva», «Desde aquel día», «Estar enamorado», «Cuando tú no estás», «No puedo arrancarte de mí», «Después de tanto amor», «¿Qué tal te va sin mí?», «Cierro Mis Ojos», «Chabuca limeña», «Enamorado de la vida», «Estuve enamorado», «Los amantes», «Hablemos del amor», «De México a California», «Ave María», «Te estoy queriendo tanto».
- Jeanette
  - «Soy rebelde» (en el LP Palabras, promesas, 1973, Hispavox), «Viva el pasodoble», «Frente a frente», «Corazón de poeta», «El muchacho de los ojos tristes», «Cuando estoy con él», «Toda la noche oliendo a ti», «Comienzame a vivir».
- Marisol
  - «Niña», «Háblame del mar, marinero».
- Plácido Domingo
  - «Sevilla», «El grito de América», «Canción para una reina», «Él necesita ayuda», «Si yo fuera él», «Soñadores de España», «Yo seré tu primer hombre», «Los dos estamos queriendo».
- Lupita D'Alessio
  - «No lo puedes negar».
- Angélica María
  - «Ayúdame a pasar la noche».
- Manoella Torres
  - «Si supieras».
- Luisa María Güell
  - «Ya no me vuelvo a enamorar», «Será», «Si supieras».
- Lolita Flores
  - «Si la noche de anoche volviera», «Sin dejar de amarte nunca».
- Los Chicos de Puerto Rico
  - «Ave María».
- Dulce (cantant)
  - «Porque me gusta a morir».

## Discs que contenen algunes cançons compostes o produïdes per Manuel Alejandro
- José José
  - 1977: Reencuentro, RCA Víctor («Amar y querer»).
  - 1979: Si me dejas ahora, RCA Víctor («Será»).
  - 1983: Secretos, RCA Ariola
  - 1994: Grandeza mexicana, BMG U.S. Latin
  - 1997: Tesoros, BMG U.S. Latin («El más feliz del mundo»).
- Albert Pla
  - 1997: Veintegenarios en Alburquerque, CD, EMG Music (cançó: «Soy rebelde»).
- Enrique Bunbury
  - 2010: Las consecuencias (cançó: «Frente a frente»).
- Sola (cantant mexicana)
  - 1971: Sola (RCA Víctor). «Un muñeco de madera», «Oye mamá, oye papá», «He bajado al infierno», «En ellos creo», «Soy rebelde», «Tabú tabú», «Tú te has ido», «La última palabra», «Bada-bada-ba», «Únete a mí».
- Rocío Jurado
  - 1976: A que no te vas, RCA Víctor
  - 1978: De ahora en adelante, RCA Víctor
  - 1979: Señora, RCA Víctor
  - 1985: Paloma brava, EMI-Odeón
  - 1991: Sevilla, Sony Discos
- Raphael
  - 1961: Raphael (primer EP) Phillips, 4 cançone.
  - 1963: Tu conciencia (EP Barclay), Quatre cançons compostes per Manuel Alejandro i arreglades per Michel Colombier.
  - 1966: Canta… (BSO Cuando tú no estás) LP, Hispavox
  - 1967: BSO Al ponerse el sol, LP, Hispavox
  - 1968: BSO Digan lo que digan, LP, Hispavox
  - 1968: BSO El golfo, LP, Hispavox
  - 1971: Algo más…, LP, Hispavox
  - 1972: Volveré a nacer, LP, Hispavox
  - 1974: Amor mío, LP, Hispavox
  - 1980: Y sigo mi camino; LP, Hispavox
  - 1981: En carne viva; LP, Hispavox
  - 1983: Enamorado de la vida; LP, Hispavox
  - 1986: Toda una vida; LP, Hispavox
  - 1992: Ave Fénix; LP, Sony Discos
  - 1994: Fantasía; CD, Sony Latin
  - 1997: Punto y seguido; CD, Polygram
  - 2006: Cerca de ti; CD, EMI
- Rudy Márquez
  - 1980: Quisiera morir contigo; RCA Víctor
- Jeanette
  - 1973: Palabras, promesas (LP).
  - 1974: Porque te vas (LP). El compositor de la cançó és José Luis Perales
  - 1981: Corazón de poeta (LP).
- Johnny Mathis
  - 1984: Cuando vuelvas a casa, LP Discos CBS International
- Julio Iglesias
  - 1995: Vuela Alto, Álbum "La Carretera" Sony Latin
- Angélica María
  - 1985: Revelaciones (LP) RCA Ariola.
- Gloria
  - 1972: Gloria (LP), Movieplay (només 3 cançons).
  - 1973: Gloria (De cuando en cuando) (LP), Movieplay
  - 1981: Un cielo llamado… (LP), Movieplay (només 2 cançons).
- Libertad Lamarque
  - Hoy he soñado con Dios (de la pel·lícula mexicana Hoy he soñado con Dios).
  - Esa mujercita (de la pel·lícula mexicana Hoy he soñado con Dios).
- Marisol
  - 1976: Háblame del mar, marinero (LP), Zafiro
- Miguel Ángel
  - 1975: Manuela (LP), Movieplay
- Nino Bravo
  - 1970: Te quiero, te quiero, (LP), Polydor
- Plácido Domingo
  - Soñadores de España
  - 1992: Entre dos mundos (CD), Sony
- Pecos Kanvas
  - Procuro olvidarte.
- Varios artistas
  - 1968: BSO Sor Ye-Yé (LP), Discos Acuarium
- Vicky Leandros
  - 1978: ¡Oh, mi mama! (LP), CBS
- Basilio
  - 1977: Demasiado amor (LP), Zafiro
- Lolita Flores
  - 1978: Espérame (LP), CBS.
- Isabel Pantoja
  - 1993: De nadie (LP), BMG International U.S. Latin.
- Falete
  - 2006: Puta mentira («Amor de hecho», «Sevilla»).